# Демирханов, Рачия Арамович
Рачия Арамович Демирханов (Демирханян) (арм. Հրաչյա Արամի Դեմիրխանով; 14 декабря 1914, Тифлис, Российская империя — 3 октября 1983, Москва, СССР) — советский физик—ядерщик, доктор физико-математических наук (1963), профессор, заслуженный деятель науки Грузинской ССР, работал в секретной лаборатории по проекту создания первого советского атомного оружия.

## Биография
Рачия Арамович Демирханов родился в Тифлисе 14 декабря 1914 года. Отец Арам Демирханян переселился в Тифлис из Лори из селения Гергер. Окончил армянскую школу №70 на Бебутовской улице. После окончания школы он поступил в Тифлисский политехнический институт на электротехнический факультет, который окончил с отличием, совмещая учёбу на физико—математическом факультете ТГУ.
Кандидатскую диссертацию защитил в 1940 году. в Баку под руководством профессора Семёна Николаевича Усатова, заведующего кафедрой физики в Азербайджанском политехническом институте.

## Научная деятельность
В 1946 г. по направлению ЦК Армянской ССР уехал в Сухуми для участия в создании будущего физико—технического института. Он проработал в этом институте до самой смерти, пройдя путь от старшего научного сотрудника до руководителя крупного научного отдела, и по праву считается[кем?] одним из его основателей.
Важным разделом творческой деятельности Демирханова является проведение большого цикла работ по исследованию коллективных свойств плазмы и взаимодействию высококачественных волн с плазмой. Изучение фундаментальных процессов в плазме было предварительным условием для постановки и развития в научных лабораториях проблемы термоядерного синтеза, новых методов ускорения заряженных частиц, плазмохимии и ряда других важнейших народнохозяйственных работ.
В 1957 году у Демирханова и Тимофея Гуткина появилась идея создать плазму в магнитном поле и «зажечь» в ней термоядерную реакцию путем впрыскивания в неё дейтерия D. Предполагалось получить высокотемпературный плазменный шар, висящий в магнитном поле и излучающий почти «дармовую» энергию. Главное, что по идее этот шар не должен соприкасаться со стенками магнита и камеры, которые не выдерживают такой температуры.
В 1956 году Демирханов возглавил в СФТИ исследования в области физики плазмы и управляемого термоядерного синтеза. Спустя некоторое время группой сотрудников СФТИ, возглавляемой Демирхановым, экспериментально был открыт эффект коллективного взаимодействия потока электронов с плазмой. В 1958 году этой же группой физиков было обнаружено явление электромагнитного излучения из плазмы на плазменной частоте и её гармониках, проведены исследования бесстолкновительного поглощения энергии колебаний, возбуждаемых пучком электронов. Эти работы имеют фундаментальное значение, поскольку определяют эволюцию неравновесных состояний плазмы, бесстолкновительную диссипацию энергии возбуждения электромагнитных колебаний и ряд других процессов. Они способствуют пониманию многих явлений в радиофизике, астрофизике и других отраслях науки. В настоящее время[когда?] исследования в области взаимодействия пучков заряженных частиц с плазмой получили широкое самостоятельное развитие (физическая электроника) в связи с возникновением ряда важных приложений как внутри проблемы управляемого синтеза, так и в народнохозяйственном плане.
Вторым важным направлением термоядерных исследований в СФТИ, возглавляемым Демирхановым, была разработка эффективных методов высокочастотного нагрева плазмы, стабилизации наиболее опасных неустойчивостей и генерации неиндуктивных токов в тороидальных системах типа "токамак" и "стелларатор". На тороидальных стеллараторе Р-02 и токамаке Р-05 был выполнен обширный цикл экспериментов по высококачественному нагреву плазмы в области альфвеновских частот, лежащих ниже ионного циклотронного резонанса.
При непосредственном участии Р. А. Демирханова был сооружен комплекс экспериментальных физических установок. За разработку и внедрение в промышленность электромагнитного метода разделения изотопов и получение этим методом лития-6 был награждён Сталинской премией третьей степени.

## Публикации
- Массы и энергетические характеристики атoмных ядер. — Дубна, Москва: Госатомиздат, 1963. — ISBN ББК 22.383.